# William Martin (journaliste)
Pour les articles homonymes, voir William Martin (homonymie) et Martin.
William Martin, né à Genève le 22 février 1888, décédé à Zurich le 7 février 1934, est un journaliste et historien suisse.

## Publications (échantillon)
- Histoire de la Suisse , 7e édition conforme aux précédentes, avec une suite de Pierre Béguin: L'histoire récente (1928-1973) ; Lausanne, Éditions Payot, 1974; 407 pages.